# 巨突頂冠節蜱
巨突頂冠節蜱（学名：Tegolophus eminentopus）为節蜱科頂冠節蜱屬下的一个种。